# Shiho
Shiho（しほ）は、日本のドラマー。ギタリストDURANと結成したバンドMade in Asiaの元メンバー。

## ディスコグラフィ
- 12月26日[いつ?] 会場限定EP"Change"と"Thrill"リリース